# Iron City (Tennessee)
Iron City es un lugar designado por el censo (en inglés, census-designated place, CDP) situado en los condados de Lawrence y Wayne, en Tennessee, Estados Unidos. Según el censo de 2020, tiene una población de 274 habitantes.
Fue una ciudad de 1887 a 1901 y nuevamente desde 1962 hasta 2010, año en que sus residentes votaron a favor de su disolución como tal.

## Geografía
La localidad está ubicada en las coordenadas 35°01′21″N 87°35′08″O / 35.02250, -87.58556 (35.022616, -87.585468). Según la Oficina del Censo, tiene una superficie de 1.79 km², correspondientes en su totalidad a tierra firme.

## Demografía
Según el censo de 2020, hay 274 personas residiendo en la localidad. La densidad de población es de 153.07 hab./km². El 89.8% de los habitantes son blancos, el 1.1% son afroamericanos, el 0.7% son amerindios, el 1.1% son de otras razas y el 7.3% son de una mezcla de razas. Del total de la población, el 1.82% son hispanos o latinos de cualquier raza.